# Мост имени луизианских десантников
Мост имени луизианских десантников (англ. Louisiana Airborne Memorial Bridge), также известный как мост через Атчафалайя-Бейсин (англ. Atchafalaya Basin Bridge) — двойной автомобильный мост в штате Луизиана между городами Батон-Руж и Лафейетт, входящий в магистраль I-10 и пересекающий Атчафалайа-Бейсин. Полная длина моста — 29,29 км, что делает его третьим по длине в США и одним из 30 длиннейших в мире.

## Описание
Почти по всей длине мост представляет собой две параллельные дороги, однако они соединяются в одну при пересечении реки Атчафалайа и Whiskey Bay Pilot Channel. Ежедневно по мосту в среднем проезжает 24540 автомобилей (данные 2011 года).

## Переименование
В марте 1942 года в Кэмп-Клейборне, штат Луизиана, в связи со вступлением США во Вторую мировую войну была повторно сформирована 82-я воздушно-десантная дивизия. Одной из главных её задач стала высадка десантов для захвата мостов. Ветераны дивизии начиная с 1988 года поставили своей целью добиться присвоения имени десантников мостам в каждом штате США. Отделение союза ветеранов воздушно-десантных войск в Лафейетте направило в парламент штата запрос, по которому в результате голосования 10 июля 1989 года мост через Атчафалайа-Басин был переименован в честь луизианских десантников. Возле гостевого центра на 121 миле шоссе 3177 на средства, собранные союзом ветеранов, 20 октября 1990 года был воздвигнут монумент, посвящённый памяти бойцов 82-й воздушно-десантной дивизии.